# 太田慶治
太田 慶治（おおた よしはる、1956年8月30日 - ）は、静岡県出身のプロゴルファー。

## 来歴
静岡県立稲取高等学校出身。
戸塚カントリー倶楽部の研修生で、1982年にプロ合格し、同年に裾野カンツリー倶楽部に入社。
1986年の大京オープンでは初日を4アンダー67で牧野裕・金子柱憲と並んでの首位タイ でスタートし、1989年には水戸グリーンオープンで小島昭彦・磯崎功・市川幹雄を抑えて優勝。
2000年のファンケルオープンin沖縄を最後にレギュラーツアーから引退し、現在は静岡県プロゴルファー会会員で、裾野CC所属プロとして、研修生の技術指導を担当。

## 主な優勝
- 1989年 - 水戸グリーンオープン